# Concessionária Rio-Teresópolis
A Concessionária Rio-Teresópolis (ou simplesmente CRT) é uma empresa privada que administrou o trecho da BR-116 N entre o km 02 RJ até o km 144,5 RJ, de 22 de março de 1996 a 21 de setembro de 2022, quando uma nova rodada de concessões passou a administração para a EcoRioMinas, parte do grupo EcoRodovias.
O trecho sob concessão abrange a região onde estão os municípios de Duque de Caxias (a partir do entroncamento com a BR-040/RJ), Magé, Guapimirim, Teresópolis, São José do Vale do Rio Preto e Sapucaia, indo até a divisa com Minas Gerais, próximo à cidade de Além Paraíba.

## História
A Rodovia Rio-Teresópolis foi finalizada em 1959 depois de superado um obstáculo em potencial: a Serra dos Órgãos (Guapimirim e Teresópolis). Entretanto, foi concedida a iniciativa privada em 22 de março de 1996 por um período de 25 anos. Daí em diante o trecho entrou em um processo de modernização. Por isso, chegou a receber a certificação ABNT NBR ISO 9002:1994 (provável equivalente ao ABNT NBR ISO 9001:2000).

## Benfeitorias
Até agora foram implantados no trecho 16 Passarelas, 100 Telefones de Emergência, 3 CAUs (Centro de Atendimento ao Usuário), 2 BOPs (Base Operacional), 5 PMVs (Painéis de Mensagens Variáveis), 1 Detector de Neblina, 2 Pedágios Principais e 2 Auxiliares, sendo que um dos principais foi desativado. Também estão a disposição do usuário veículos de inspeção, de resgate médico e guinchos.